# Faya François Bourouno
Pour les articles homonymes, voir Bourouno.
Faya François Bourouno, est un homme politique guinéen.
Il est Ministre du Travail et de la Fonction publique au sein du Gouvernement Bah Oury depuis le 13 mars 2024.

## Parcours professionnel
Avant d'être ministre, Faya François est secrétaire général au Ministère de la Culture du Tourisme et de l’Artisanat
Le 13 Mars 2024, il accède par décret à la fonction Ministre du Travail et de la Fonction publique, en remplacement Julien Yombouno